# Cold Spring Harbor
Pour l’article homonyme, voir Cold Spring Harbor (New York).
 (septembre 2017).
Si vous disposez d'ouvrages ou d'articles de référence ou si vous connaissez des sites web de qualité traitant du thème abordé ici, merci de compléter l'article en donnant les références utiles à sa vérifiabilité et en les liant à la section « Notes et références ».
Pour les articles homonymes, voir CSH.
Albums de Billy Joel
Piano Man
(1973)
Cold Spring Harbor (CSH) est le premier album studio du pianiste, chanteur et compositeur américain Billy Joel, sorti en 1971.

## Présentation
Après une carrière dans les groupes The Hassles (en) et Attila (en) de 1964 à 1970, Billy Joel se lance dans une carrière solo et sort son premier album, Cold Spring Harbor, en novembre 1971.
L'album contient une erreur dans le mastering original d'Artie Ripp (en), propriétaire de Family Productions, label de l'album. En effet, les chansons ont été traitées et enregistrées à une vitesse incorrecte — approximativement 8 % plus rapide —, provoquant la voix élevée (environ un demi-ton plus haut) de Billy Joel. Cold Spring Harbor paraît, cependant, avec ce défaut.
En 1983, douze ans après sa première parution, Artie Ripp, encore propriétaire des bandes originales, et Larry Elliot réenregistrent et rééditent une version mise à jour et réajustée, mais sans l'intervention de Billy Joel.
Afin d'améliorer le son de l'album, Ripp apporte les musiciens de studio Mike McGee (batterie), Al Campbell (synthétiseurs) et L.D. Dixon (Fender Rhodes) pour améliorer de nouvelles sections rythmiques sur Everybody loves you now et Turn Around.
De plus, You can make me free est tronqué de près de trois minutes (en supprimant la majeure partie de la fin et la transition du morceau), et la basse, la batterie et l'orchestration, sur Tomorrow is today, sont également supprimées.
L'album ressort avec la bonne vitesse, mais est, alors, dépouillé de l'orchestration originale de Jimmie Haskell.

## Historique
L'album a eu une erreur dans le mastering, les chansons étaient un peu trop vite, provoquant la voix élevée de Joel et fut sorti tel quel. Douze ans après la première sortie, Artie Ripp, propriétaire de Family Productions, label de l'album, ainsi que des bandes enregistrées, remixe et publie une version mise à jour, sans l'intervention de Billy Joel. L'album ressort avec la bonne vitesse, mais est dépouillé orchestration originale de Jimmie Haskell (notamment sur le titre Tomorrow Is Today).

## Liste des titres
Entre parenthèses, sont indiquées les durées de la réédition CD de 1983 (après remastérisation).
Toutes les chansons sont écrites et composées par Billy Joel.
|               | 'Face A'                       |      |
| A1.           | She's got a way (2:52)         | 2:40 |
| A2.           | You can make me free (2:58)    | 5:40 |
| A3.           | Everybody loves you now (2:50) | 2:40 |
| A4.           | Why Judy why (2:57)            | 2:46 |
| A5.           | Falling of the rain (2:40)     | 2:24 |
|               | 'Face B'                       |      |
| B1.           | Turn Around (3:07)             | 3:20 |
| B2.           | You look so good to me (2:28)  | 2:26 |
| B3.           | Tomorrow is today (4:42)       | 4:47 |
| B4.           | Nocturne (2:49)                | 2:37 |
| B5.           | Got to begin again (2:50)      | 2:47 |
| 33:07 (30:12) |                                |      |

| 11. | Everybody loves you now (Filmed Performance Footage) | 3:34 |

## Crédits
| - Billy Joel : piano, orgue, clavecin, harmonica, chant - Don Evans, Sal DiTroia : guitare - Sneaky Pete Kleinow : steel guitar sur "Turn Around" - Joe Osborn, Larry Knechtel : basse - Al Campbell : claviers sur "Turn Around" (1983 remix) - L.D. Dixon : Fender Rhodes sur "Turn Around" (1983 remix) - Denny Seiwell: batterie sur "You Can Make Me Free" et "You Look So Good to Me" - Ehys Clark : Batterie sur "Everybody Loves You Now" (1971 mix), "Falling of the Rain", "Turn Around" (1971 mix), et "Tomorrow Is Today" (1971 mix), cymbales sur "She's Got a Way" - Mike McGee : Batterie sur "Everybody Loves You Now" et "Turn Around" (1983 remix) | - Composition : Billy Joel - Production, direction artistique : Artie Ripp - Producteur délégué : Irwin Mazur - Enregistrement, mixage : Bob Hughes - Direction d'orchestre, arrangements : Jimmie Haskell - Ingénierie : John Bradley assisté de Gordon Watanabe - Ingénierie (second) : Mike Stone Réédition remastérisée CD 1983 - Enregistrement, mixage, édition, ingénierie : Artie Ripp, Larry Elliott - Mastering : Doug Sax - Remastering (réédition 1998) : Ted Jensen |